# Provinz Bolognesi
Die Provinz Bolognesi ist eine der 20 Provinzen, welche die Verwaltungsregion Ancash in Peru bilden. Gegründet wurde die Provinz am 22. Oktober 1903. In dem 3154,8 km² großen Gebiet lebten im Jahre 2017 23.797 Menschen. Im Jahr 1993 lag die Einwohnerzahl noch bei 28.029, im Jahr 2007 bei 30.725. Verwaltungssitz ist Chiquián.

## Geographische Lage
Die Provinz Bolognesi liegt in der peruanischen Westkordillere. Sie erstreckt sich im Westen über das obere Einzugsgebiet des Río Fortaleza sowie im Osten über die oberen Einzugsgebiete von Río Pativilca und Río Vizcarra. Der südliche Talabschluss des Callejón de Huaylas bildet das Verbindungsstück zwischen den beiden Provinzteilen.
Die Provinz Bolognesi grenzt im Osten an die Huánuco, im Süden an die Region Lima und die Provinz Ocros, im Westen an die Provinz Huarmey und im Norden an die Provinzen Recuay und Huari.

## Verwaltungsgliederung
Die Provinz Bolognesi besteht aus den folgenden 15 Distrikten. Der Distrikt Chiquián ist Sitz der Provinzverwaltung.
| Distrikt                | Verwaltungssitz         |
| ----------------------- | ----------------------- |
| Abelardo Pardo Lezameta | Llaclla                 |
| Antonio Raymondi        | Raquia                  |
| Aquia                   | Aquia                   |
| Cajacay                 | Cajacay                 |
| Canis                   | Canis                   |
| Chiquián                | Chiquián                |
| Colquioc                | Chasquitambo            |
| Huallanca               | Huallanca               |
| Huasta                  | Huasta                  |
| Huayllacayán            | Huayllacayán            |
| La Primavera            | Gorgorrillo             |
| Mangas                  | Mangas                  |
| Pacllón                 | Pacllón                 |
| San Miguel de Corpanqui | San Miguel de Corpanqui |
| Ticllos                 | Ticllos                 |